# Брзалица
Брзалица је реченица која садржи речи које звуковно личе и самим тим су теже за изговарање при брзом говору. Део су српске народне традиције и добре су за правилан изговор гласова. Може бити забавно уколико се особа која их изговара збуни и погреши. Некада су биле веома популарне, а данас су скоро заборављене.
Брзалица је духовита кратка књижевна форма настала као народна језичка игра. Постоји од давних дана у сваком језику, као део говорних народних умотворина и део усмене културне баштине. То је кратка реченица која се изговара у једном даху, и најмање три пута за редом. Међутим, обично се дешава да при брзом изговору дође до грешке у изговору бар једне речи, што изазива смех осталих присутних. Карактеристика брзалица је да су речи сличне једна другој, имају сличне гласове, а обично имају и много сугласника, што додатно отежава њихов брз и тачан изговор. Често погрешан изговор неких речи намеће и асоцијације на неко друго значење речи.
Брзалице су корисне када је учење и вежбање правилног изговора речи у питању, а неретко их користе и многе јавне личности пред свој наступ, попут глумаца и водитеља.

## Примери брзалица
- Миш уз пушку, миш низ пушку.
- На врх брда врба мрда.
- Четири чавчића на чунчићу чучећи цијучу.
- Чокањчићем ћеш ме. Чокањчићем ћу те.
- Злокотлокрп и злокотлокрповица имају шесторо злокотлокрпчића.
- Шаш деветерошаш, како се раздеветерошашио!
- Краљ Карл и краљица Клара су крали кларинете.
- Криво рало Лазарево, криве лозе разорало.
- На кантару катран, кантар мери катран.
- Питала метла метлу где је метла метлу; метла метла метлу иза врата.
- Петар Петру плете плот, са три прута по три пута, брзо плети Петре плот.
- Четири чавке чуче на чвору црне смрче.
- Лежи куја жута украј жута пута.
- Була буре ваља, Туре буре гура, брже була буре ваља, но што Туре буре гура.
- Црни јарац црном трну црн врх гризе; не гризи ми, црни јарче, црном трну црни врх.